# جودي ماثيسون
جودي ماثيسون (بالإنجليزية: Judy Matheson)‏ هي ممثلة بريطانية، ولدت في أغسطس 1945 في ثوروك في المملكة المتحدة.

## وصلات خارجية
- جودي ماثيسون على موقع IMDb (الإنجليزية)
- جودي ماثيسون على موقع قاعدة بيانات الفيلم (الإنجليزية)